# Fernande de Mertens
Pour les articles homonymes, voir Mertens.
Fernande Hortense Cécile de Mertens, née à Bruxelles le 9 mai 1850 et morte à Marseille le 24 janvier 1924, est une artiste peintre franco-belge.

## Biographie
Fernande de Mertens est la fille du baron Édouard de Mertens et de Sophie Woelfing. Installée à Marseille, elle suit des cours à l'Ecole des Beaux-Arts où elle est l'élève de Théodore Jourdan et de Dominique Antoine Magaud. Ce dernier est témoin de son mariage avec le peintre Pierre Jean qui a lieu le 27 avril 1886. Elle acquiert ainsi la nationalité française et signe ses œuvres soit F. Jean de Mertens soit F. de Mertens. Les époux Jean ont leur atelier au boulevard de la Corderie à Marseille.
Elle expose au Salon des artistes français de 1879 à 1900 où elle obtient une mention honorable en 1884. Elle a pour élève Marguerite Varigard. Elle expose également dans les villes de province : Lyon, Nîmes, Montpellier et Marseille. L'œuvre de Fernande de Mertens présente deux facettes : d'une part une abondante production de pastels représentants des portraits de demoiselles et jeunes femmes de la société marseillaise et d'autre part des peintures à l'huile pour les scènes de genre.

## Œuvres
On trouve ses œuvres dans les musées suivant :
- Marseille, Musée des Beaux-Arts : Portrait de fillette, pastel[3] ; Portrait de la mère de l'artiste, huile sur toile[4] ; Manon, huile sur toile[5]
- Martigues, Musée Ziem : Visite au grand-père
- Toulouse, musée des Augustins : L'Esclave, huile sur toile (120 × 80 cm)[6]

## Galerie

Œuvres de Fernande de Mertens
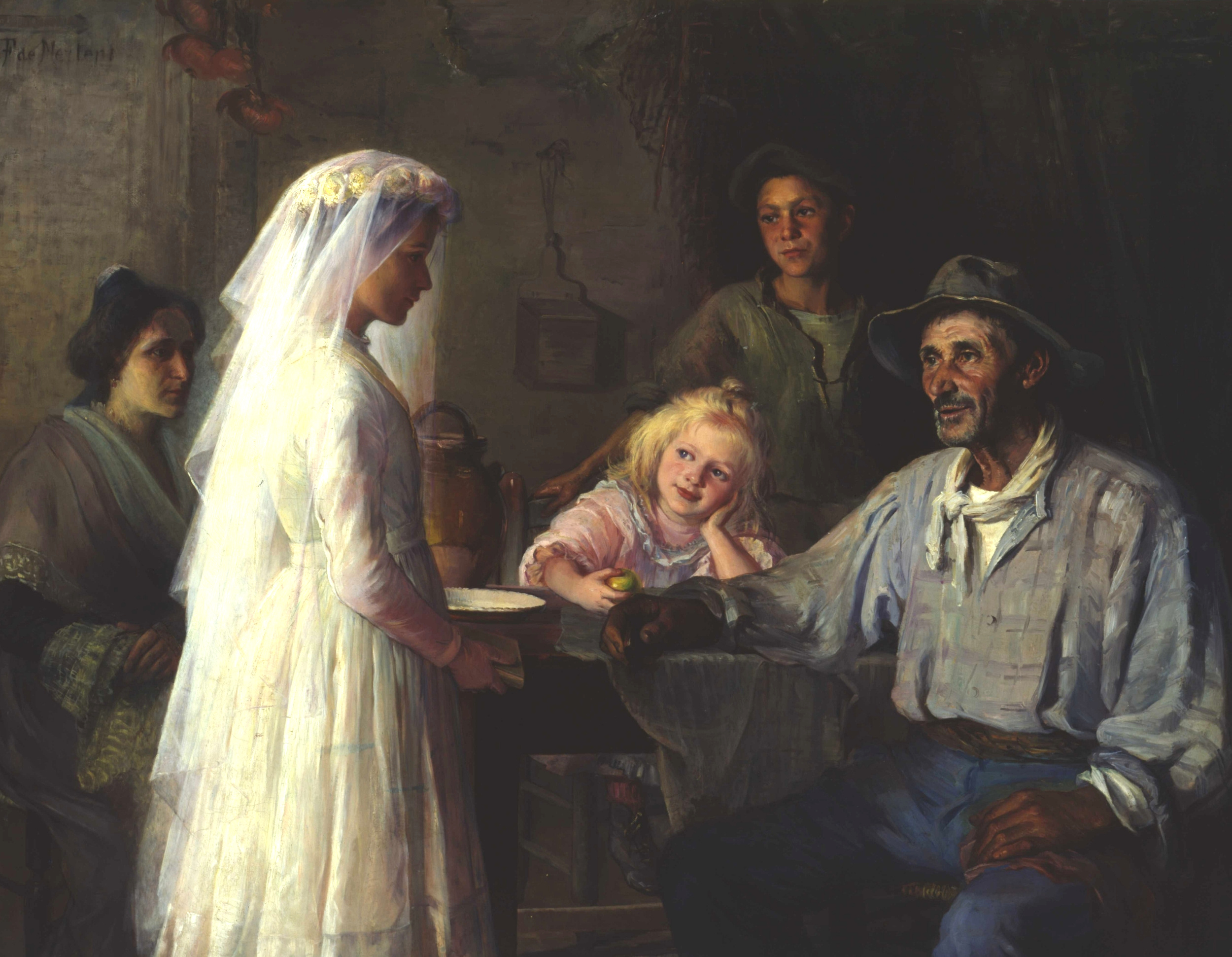
Visite au grand-père, musée Ziem
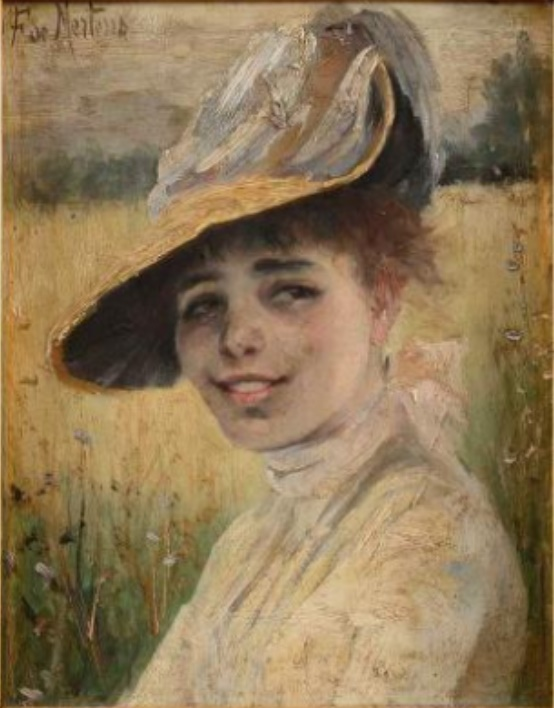
Portrait de femme